# Gmina Re
Gmina Re (norw. Re kommune) – norweska gmina leżąca w regionie Vestfold. Jej siedzibą jest miasto Revetal.
Re jest 318. norweską gminą pod względem powierzchni.

## Demografia
Według danych z roku 2005 gminę zamieszkuje 8182 osób. Gęstość zaludnienia wynosi 36,4 os./km². Pod względem zaludnienia Re zajmuje 126. miejsce wśród norweskich gmin.
| ludność stan na 1 stycznia 2005 |         |           |       |
|                                 | kobiety | mężczyźni | razem |
| osób                            | 4125    | 4057      | 8182  |
| %                               | 50,42%  | 49,58%    | 100%  |

| wykształcenie stan na 1 października 2004 |        |         |        |        |
|                                           | podst. | średnie | wyższe | niezn. |
| osób                                      | 1158   | 3998    | 1077   | 92     |
| %                                         | 18,31% | 63,21%  | 17,03% | 1,45%  |

## Edukacja
Według danych z 1 października 2004:
- liczba szkół podstawowych (norw. grunnskolar): 7
- liczba uczniów szkół podst.: 1156

## Władze gminy
Według danych na rok 2011 administratorem gminy (norw. rådmann) jest Trond Wifstad, natomiast burmistrzem (norw. ordfører, d. borgermester) jest Thorvald Hillestad.